# Algemene maatregel van bestuur (Nederland)
Een algemene maatregel van bestuur (AMvB) is in het Nederlandse openbaar bestuur het uitvoeringsbesluit dat mag worden genomen op grond van een wet in formele zin. Vaak gaat het hierbij om wetten die het bestuursrecht op een bepaald beleidsonderwerp (bijv. ruimtelijke ordening of sociale voorzieningen) meer materieel definiëren. De AMvB  wordt genomen door de Kroon.  Een AMvB is te beschouwen als een concretiserende uitwerking van de voorschriften, opgenomen in een wet in formele zin. In tegenstelling tot een formele wet, kan een AMvB aan de rechter worden voorgelegd ter toetsing aan de Grondwet. Algemene maatregelen van bestuur worden gepubliceerd in het Staatsblad van het Koninkrijk der Nederlanden. Van die publicatie hangt ingevolge artikel 89 van de Grondwet (Gw) de inwerkingtreding (van de rechtsgevolgen) van  de betreffende maatregel af. 

## Voorbeelden van AMvB
Een AMvB heeft over het algemeen zijn grondslag in een wet in formele zin. Bijvoorbeeld, in artikel 105 van de Wet geluidhinder staat: 
In het belang van het voorkomen of beperken van geluid- of trillinghinder, veroorzaakt door het gebruik van een spoor-, tram-, of metroweg, kunnen bij of krachtens algemene maatregel van bestuur eisen worden gesteld met betrekking tot aard, samenstelling, wijze van aanleg of gebruik van de spoor-, tram- of metrobaan.
Dat artikel vormt de grondslag voor het Besluit geluidhinder. Omdat de Wet geluidshinder niet alles tot in detail uitwerkt, maar de uitwerking overlaat aan AMvB's, noemen we zo'n wet een raamwet. De aanhef van het Besluit bevat de zinsnede "Gelet op de artikelen 1, 47, 64, 82, tweede lid, 85, eerste lid, 89, tweede lid, 90, derde en vierde lid, 100b, 104, 105, 107, 110a, derde en vierde lid, 110c, derde lid, 113, 114, 114a, tweede lid, en 174 van de Wet geluidhinder;".
Ander voorbeeld:
- Waterleidingbesluit op basis van de Waterleidingwet.

## AMvB in de Grondwet
Op grond van de artikel 89 van de Nederlandse Grondwet geldt: 
- Algemene maatregelen van bestuur worden bij koninklijk besluit vastgesteld.
- Voorschriften, door straffen te handhaven, worden daarin alleen gegeven krachtens de wet. De wet bepaalt de op te leggen straffen.
- Algemene maatregelen van bestuur treden niet in werking voordat zij zijn bekendgemaakt.
- Het tweede en derde lid zijn van overeenkomstige toepassing op andere vanwege het Rijk vastgestelde algemeen verbindende voorschriften.

## Totstandkoming
Een AMvB komt tot stand in vier stappen:
1. De maatregel wordt voorbereid op het betreffende departement.
2. De maatregel wordt besproken in de ministerraad.
3. De Raad van State geeft advies, dit advies wordt in het algemeen overgenomen.
4. De eventueel aangepaste AMvB wordt ondertekend door betrokken minister(s) en de Koning, daarna volgt bekendmaking in het Staatsblad, waarna de AMvB met ingang van de eerste dag van de tweede kalendermaand na de datum van bekendmaking van kracht gaat.

De hele procedure in de Tweede en Eerste Kamer - nodig voor een 'gewone' wet - wordt bij AMvB's in principe overgeslagen. Soms wordt er gebruikgemaakt van een voorhangprocedure zodat het parlement een extra controlemogelijkheid in handen heeft. Hierbij wordt concept-AMvB toch voorgelegd aan de Kamers. Ook komt het wel voor dat in de betreffende wet een bepaling is opgenomen dat een AMvB pas in werking treedt nadat deze eerst in concept aan de Tweede Kamer is voorgelegd en de Kamer geen aanleiding heeft gezien het concept te bespreken. Als de kamer de AMvB wel wil bespreken dan treedt deze pas in werking nadat de kamer met de AMvB heeft ingestemd.

## Beschikbaarstelling van teksten in geconsolideerde vorm
De teksten van alle van kracht zijnde algemene maatregelen van bestuur worden beschikbaar gesteld in geconsolideerde vorm. De in het Staatsblad gepubliceerde nota's van toelichting zijn echter beperkter beschikbaar: van besluiten en wijzigingen van vóór 1995 zijn deze niet algemeen op internet beschikbaar. Daarvoor moet men bijvoorbeeld naar de Koninklijke Bibliotheek toe. Er zijn in het algemeen geen officiële "geconsolideerde toelichtingen". Soms wordt een toelichting, samengesteld uit de oorspronkelijke toelichting en de toelichtingen op de wijzigingen, en aangevuld met commentaar, commercieel gepubliceerd.